# Dropped Outta College (singolo)
Dropped Outta College è un singolo del rapper statunitense 24kGoldn pubblicato il 20 novembre 2019.

## Video musicale
Il videoclip del brano è stato pubblicato sul canale ufficiale del rapper.

## Tracce
1. Dropped Outta College – 2:48